# Acte de violència
Acte de violència és una novel·la del gènere novel·la utòpica de l'escriptor català Manuel de Pedrolo i Molina editada l'any 1975 per l'editorial Edicions 62. Fou redactada l'any 1961, durant els anys durs de la postguerra. Al 1968 va rebre el premi Prudenci Bertrana i el premi Lletra d'Or. Acte de violència està dividida en 3 parts: primera jornada, segona jornada i tercera jornada amb un total de 21 capítols.

## El temps[calcitació]
L'obra havia estat refusada pels censors de la dictadura en unes quantes ocasions (1963, 1965, 1968), com tantes altres de les seves obres. Precisament, l'any 1968 va rebre el prestigiós premi Prudenci Bertrana per aquesta obra, que s'atorgava aquell any per primera vegada i que havia estat creat com a reacció arrauxada a la convocatòria franquista del premi Immortal Ciudad de Gerona, de novel·la exclusivament en castellà perquè, segons l'alcalde, Josep Bonet, interessava projectar el nom de la ciutat "hacia un radio superior".
És en aquest context, en aquells anys foscos, de grisor absoluta –de repressió, de delació, de penúria i de precarietat-, que Pedrolo escriu aquesta important obra, cabdal en el seu corpus literari i no menys fonamental per entendre com l'autor tractava de reflectir aquella feixuga realitat dels anys de la negra nit franquista.
Són, també, els anys en què Franco tracta de sortir de l'autarquia i de l'aïllament. Primer, el 1953 amb la signatura de sengles acords amb el Vaticà (concordat) i els EUA (bases militars); després amb l'entrada a l'ONU el 1955; més tard, el 1958, amb la Llei de convenis col·lectius i el 1959 amb el Pla d'estabilització. Espanya s'obre a l'exterior, comencen a venir els primers turistes, milers de treballadors emigren…

## L'espai
L'autor, que no volia deixar que cap lector despistat pogués situar l'acció en un ambient exòtic o llunyà, diferent al nostre de cada dia, presenta uns noms de lloc que es poden endevinar fàcilment: Sitat (Universitat), Calab (Calàbria), Ció (Diputació), Plaça Adrà (Plaça Adrià).
Acte de violència s'esdevé en una ciutat oprimida que ha quedat aturada per un alçament popular pacífic que segueix una consigna clara i directa: "És molt senzill: quedeu-vos tots a casa". La unitat d'acció de la ciutadania aconsegueix aturar l'economia i el transport, buidar els carrers i fer trontollar el poder absolut del règim tirànic que els governa. Tothom té coses a perdre, però és el poble, tot el poble, qui lluita unit per un futur amb dignitat.